# جون ستافورد (لاعب كرة قاعدة)
جون ستافورد (بالإنجليزية: John Stafford)‏ هو لاعب كرة قاعدة أمريكي، ولد في 8 أبريل 1870 في دودلي في الولايات المتحدة، وتوفي في 3 يوليو 1940 في ورسستر في الولايات المتحدة.

## وصلات خارجية
- جون ستافورد على موقعبيزبول رفرنس.كوم (الدوري الرئيسي) (الإنجليزية)
- جون ستافورد على موقعبيزبول رفرنس.كوم (الدوري الثانوي) (الإنجليزية)